# Trung tâm Quốc gia Kỹ thuật Phú Thọ

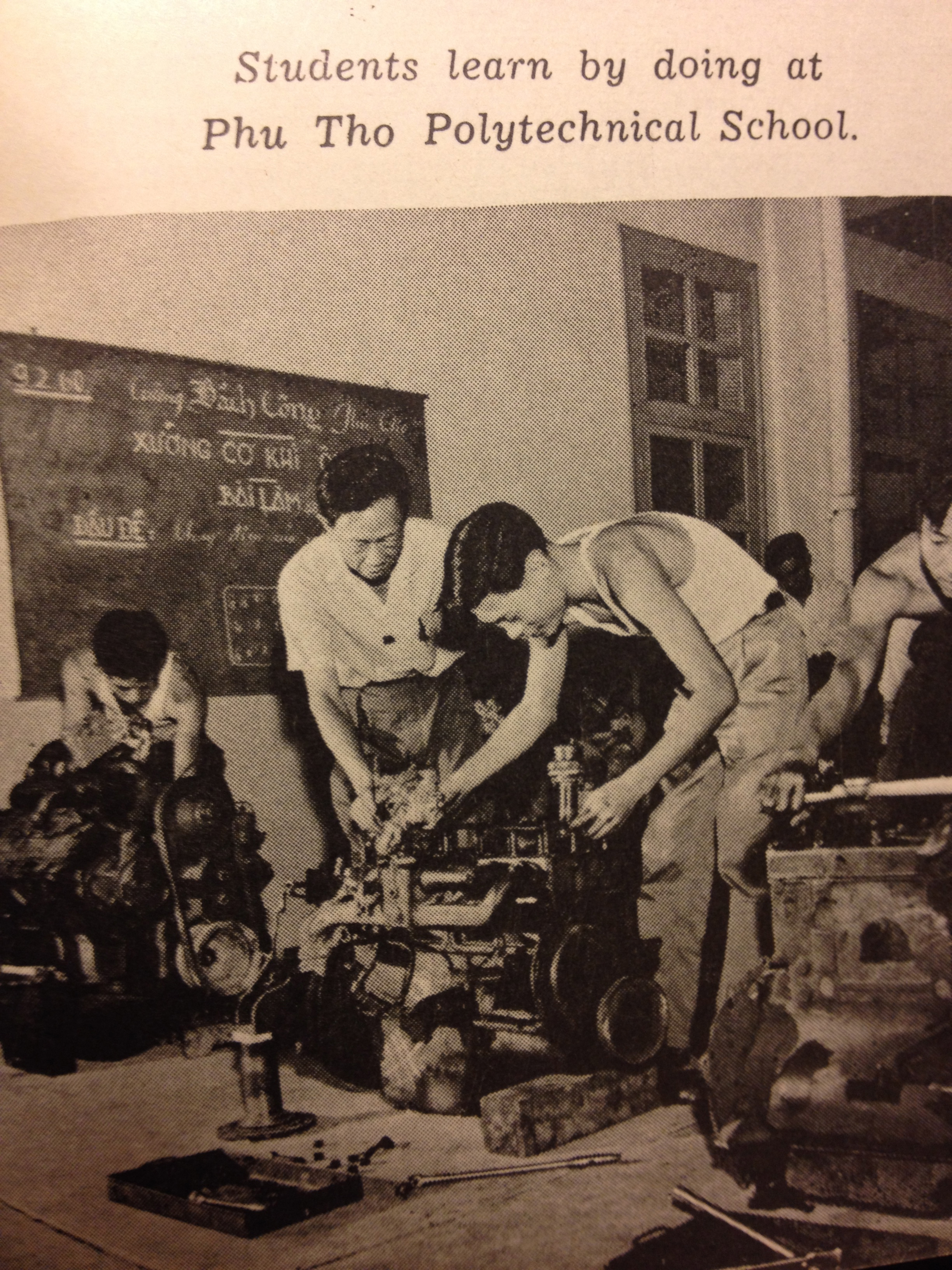
Trường Kỹ thuật Phú Thọ

Trung tâm Quốc gia Kỹ thuật Phú Thọ là một cơ sở giáo dục của Việt Nam Cộng hòa. Tên chính thức của Trường là Trung tâm Quốc gia Kỹ thuật nhưng vì tọa lạc ở xóm Phú Thọ phía tây bắc Sài Gòn nên thường được gọi là Trường Kỹ thuật Phú Thọ. Trường này hoạt động từ năm 1956 đến năm 1974 thì nhập vào Viện Đại học Bách khoa Thủ Đức. Ngày nay trường này được xem là tiền thân của Trường Đại học Bách khoa, Đại học Quốc gia Thành phố Hồ Chí Minh.

## Lịch sử
Theo sắc lệnh ký vào Tháng Sáu năm 1957 thời Đệ Nhất Cộng hòa Việt Nam thì Trung tâm Kỹ thuật Phú Thọ được thành lập với bốn trường phụ thuộc:
1. Trường Cao đẳng Công chánh (có từ năm 1947)
2. Trường Việt Nam Hàng hải (1948)[3]
3. Trường Quốc gia Kỹ sư Công nghệ (1956-1975)[4]
4. Trường Cao đẳng Điện học (1957)

Vì học trình khác nhau nên bắt đầu niên học 1958 Bộ Quốc gia Giáo dục điều chỉnh lại để cả ba ngành công chánh, công nghệ và điện học đều đào tạo kỹ sư bốn năm học hoặc cán sự hai năm học. Riêng Trường Hàng Hải thì năm 1973 mới chính thức thuộc cấp cao đẳng.
Năm 1962 tăng cường thêm Trường Cao đẳng Hóa học và đến năm 1968 thì bắt đầu phát bằng kỹ sư hóa học.
Sang năm 1972 thời Đệ Nhị Cộng Hòa, Trung tâm này đổi tên thành Học viện Quốc gia Kỹ thuật rồi Trường Đại học Kỹ thuật năm 1974. Cũng năm đó Trường được gom vào thành một thành phần của Viện Đại học Bách Khoa Thủ Đức.
Trường sở của Trung tâm Quốc gia Kỹ thuật là một khuôn viên hai hecta góc đường Nguyễn Văn Thoại và Tô Hiến Thành. Khu vực có giảng đường, phòng thí nghiệm, và cơ xưởng.
Tính đến năm 1975 thì trường Cao đẳng Điện học đào tạo được 890 chuyên viên, trường Cao đẳng Công chánh, 2000 (1902-1975)., và trường Quốc gia Kỹ sư Công nghệ đã đào tạo được khoảng 700 chuyên viên phục vụ tất cả các ngành công cũng như tư.

## Liên kết
- Huy hiệu Trung tâm Quốc gia Kỹ thuật Phú Thọ
- Trang nhà Trường Cao đẳng Điện Học
- Tranng nhà Trường Cao đẳng Hóa Học Lưu trữ ngày 6 tháng 7 năm 2010 tại Wayback Machine
- Trang của Cao đẳng Công Chánh Lưu trữ ngày 7 tháng 3 năm 2009 tại Wayback Machine
- Trang nhà Trường Quốc gia Kỹ Sư Công nghệ
- Trang của Việt Nam Hàng Hải Học hiệu